# Powieść minionych lat

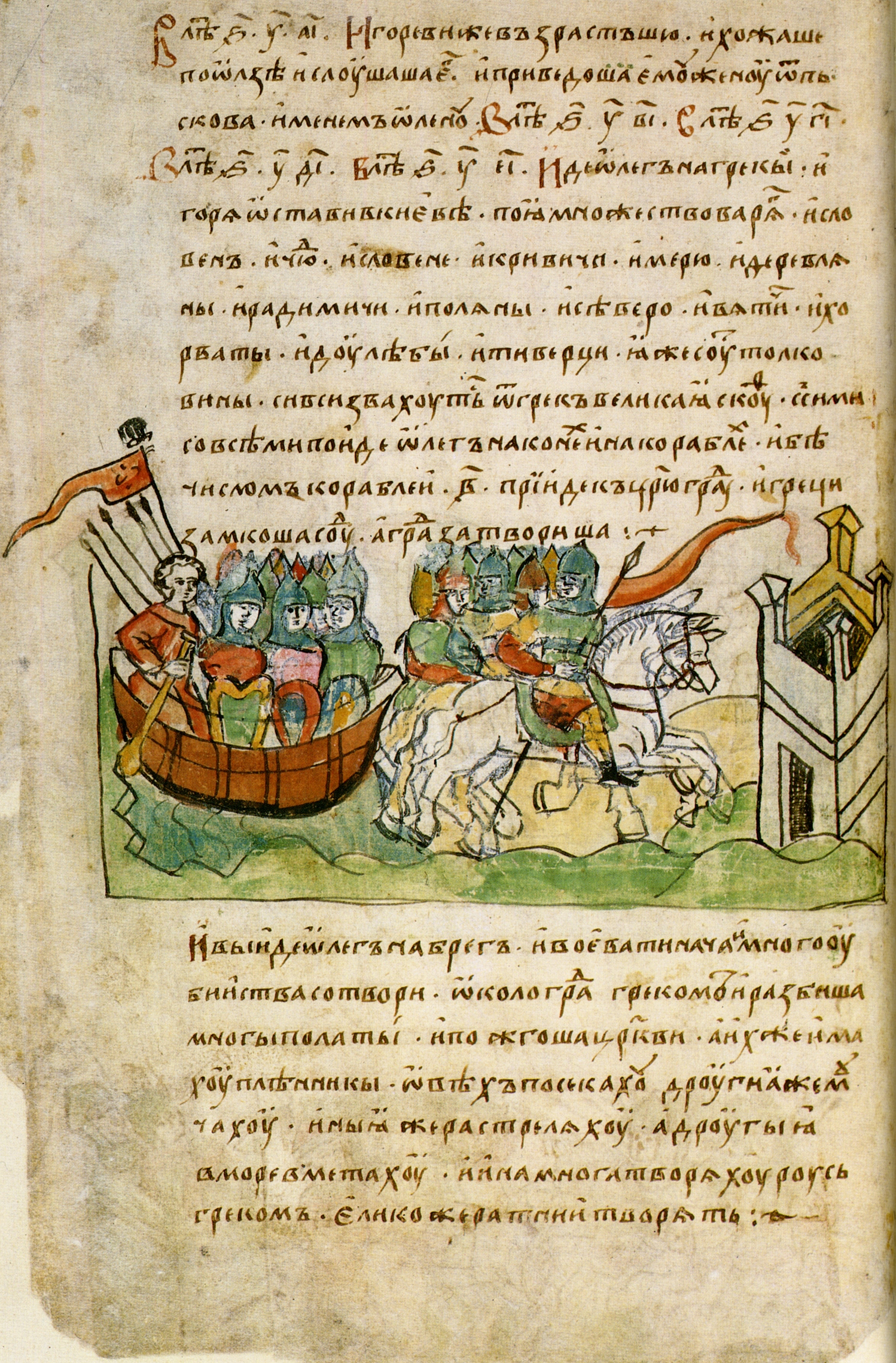
Powieść minionych lat w Latopisie Radziwiłłowskim

Powieść minionych lat  (st.rus. Повѣсть времѧньныхъ лѣтъ, ros. Повесть временных лет, ukr. Повість временних (минулих) літ, biał. Аповесць мінулых гадоў, inne polskie nazwy: Powieść doroczna, Powieść lat minionych, Kronika Nestora) – staroruski latopis, opisujący dzieje państwa ruskiego od czasów najdawniejszych (przybycie Ruryka do Nowogrodu Wielkiego) do początku XII wieku, podstawowe źródło do poznania historii wczesnej Rusi Kijowskiej. Powstanie tekstu latopisu datuje się na 1113 rok. Najstarszy zachowany odpis pochodzi z 1377 roku. Po raz pierwszy opublikowana w 1767 roku w Sankt Petersburgu na podstawie Latopisu Nikonowskiego.

## Autorstwo kroniki i czas jej powstania
Pełny tytuł latopisu brzmi: Oto powieść minionych lat, skąd wyszła ziemia ruska, kto był najpierw księciem w Kijowie i skąd ziemia ruska powstała. Według tradycji autorem był kijowski mnich Nestor (stąd nazwa: Kronika Nestora), jednak już w końcu XIX wieku jego autorstwo podano w wątpliwość. Obecnie  uczeni mają podzielone zdania, najczęściej uważa się jednak, że Nestor był autorem jedynie najstarszej redakcji Powieści minionych lat napisanej w 1113 roku. Istnieją również hipotezy, iż tekst Powieści minionych lat już w czasach Nestora był zmieniany ze względu na interesy dynastii panującej w Kijowie. Kolejnej redakcji miano dokonać na krótko po śmierci Światopełka Iziasławicza, prawdopodobnie w roku 1116. Przypisuje się ją ihumenowi Monasteru Wydubickiego, Sylwestrowi. Druga redakcja zachowała się w Latopisie Ławrientiewskim. Część badaczy sądzi, że mogło istnieć jeszcze trzecie, południoworuskie opracowanie Powieści minionych lat zachowane w XV-wiecznym Kodeksie Hipackim (Ipatijewskim).

### Latopis Ławrientiewski
Najstarsza znana i zachowana wersja Powieści minionych lat została zawarta w Latopisie Ławrientiewskim, zwanym także Latopisem Suzdalskim. Odpis drugiej redakcji wykonany został około 1377 roku przez mnicha Laurentego z Niżnego Nowogrodu dla księcia suzdalskiego Dymitra Konstantynowicza na podstawie zaginionego oryginału z 1305 roku, przechowywanego wówczas w Twerze. W roku 2013 Latopis Ławrientiewski został wpisany na listę UNESCO Pamięć Świata.

### Kodeks Hipacki (Ipatijewski)
Zabytek odnaleziony przez Nikołaja Karamzina w 1807 roku w monastyrze św. Hipacego pod Kostromą – nazywa się go również „hipackim”. Po jego odkryciu i zbadaniu przekazany w 1810 roku do Rosyjskiej Biblioteki Narodowej. W Latopisie Ipatijewskim zawarte są obok trzeciej redakcji Powieści minionych lat z XV wieku także Latopis Kijowski – opis zdarzeń z lat 1118–1199 roku oraz Latopis Halicko-Wołyński doprowadzony do roku 1292 (wydarzenia lat 1203–1292).

### Pozostałe odpisy
Do pozostałych zachowanych, historycznych odpisów należą m.in.: 
- Latopis Troicki z Ławry Troicko-Siergijewskiej z XIV lub XV wieku,
- Latopis Radziwiłłowski (Latopis Królewiecki) z XV lub początku XVI wieku, zawiera tekst odpowiadający starszemu Latopisowi Troickiemu[2],
- Latopis Chlebnikowski z XV lub XVI wieku, nazwany na cześć Piotra Chlebnikowa
- Latopis Przasławsko-Suzdalski, wydany drukiem w Moskwie w 1851 roku,
- Latopis Nikonowski z XVII wieku, zawiera liczne nowe wątki dodane w okresie późniejszym
- Wriemiennik Sofijski z XVI wieku, wydany drukiem w Moskwie w 1820 roku[2].

## Chronologia kroniki
Autor kroniki posługuje się kalendarzem bizantyjskim. Jednocześnie przed omówieniem przywołania Ruryka, przedstawia obliczenia czasu jaki minął między istotnymi jego zdaniem wydarzeniami historycznymi: Od Adama do potopu 2242 lata, od Potopu do Abrahama...' itd. aż do panowania Michała III. Rachuby te zawierają szereg błędów, których wyjaśnienie jest istotne dla ustalenia rzeczywistych dat wydarzeń z wczesnej historii Rusi opisywanych przez kronikę. Jako podstawowy autor wymienia rok 6360 (czyli 852). Ma to być rok, w którym zaczął swe panowanie cesarz Michał III. W rzeczywistości Michał III wstąpił na tron 10 lat wcześniej (koronacja) lub też 4 lata później (przewrót pałacowy i odsunięcie od władzy matki cesarza - Teodory). Z drugiej strony od Narodzenia Chrystusa do Konstantyna minęło według Nestora 318 lat, zaś od Konstantyna do Michała – 542 lata, co dawałoby rok 860. Ten rok sugeruje też druga pojawiająca się pod tą datą informacja zaczęto nazywać ten kraj ziemią ruską. O tym zaś dowiedzieliśmy się stąd, że za tego cesarza przychodziła Ruś, na Carogród. Wprawdzie informacja to nie do końca jasna (nie wiadomo, czy Ruś miała przychodzić do Bizancjum w tym roku, czy jedynie za panowania tego cesarza), niemniej pasuje ona do znanego skądinąd najścia Rusów na Konstantynopol w 860 roku. Jednakże to właśnie najście opisuje Nestor później, pod rokiem 6374 (czyli 866). Znowu od Michała do Olega miało minąć 29 lat, co dawałoby rok 6389 (czyli 881), a nie – jak pisze dalej – 6387 (879). Po podliczeniu wszystkich wymienianych przez Nestora etapów od stworzenia świata do początku panowania Michała wychodzi – nie jak podaje autor 6360 – ale 6313 lat. Z tych powodów uczeni ostrożnie podchodzą do wczesnych dat w kronice.

## Znaczenie kroniki
Powieść minionych lat jest podstawowym źródłem pisanym dla poznania historii Słowiańszczyzny wschodniej (szczególnie historii państw ruskich); można z niej także czerpać informacje dotyczące Słowian zachodnich i południowych. Ma ona też wielkie znaczenie jako zabytek literatury w języku staroruskim. Stanowi bardzo ważny element świadomości narodowej wschodnich Słowian.

## Wydania i przekłady kroniki

### Wydania oryginału
Po raz pierwszy opublikowana w 1767 roku w Sankt Petersburgu na podstawie Latopisu Nikonowskiego. Następne było częściowe wydanie Augusta Schlözera w łacińskiej transkrypcji wraz z tłumaczeniem niemieckim (1802–1808) na podstawie Latopisu Radziwiłłowskiego, opierającego się z kolei na Latopisie Ławrientiewskim. Kluczowymi były wydania krytyczne Latopisu Ipatijewskiego (Sankt Petersburg 1843) i Latopisu Ławrientiewskiego (Sankt Petersburg 1846) w ramach monumentalnego, wielotomowego dzieła Latopisów ruskich zbiór zupełny (ros. Полное собрание русских летописей). Kolejne ważne wydanie krytyczne oryginału wraz z tłumaczeniem na współczesny język rosyjski ukazało się w Moskwie w 1950 roku.

### Wydania obce
Kronika była tłumaczona na język niemiecki w latach 1802–1808 przez A. Schlözera i w 1812 roku przez Josefa Dobrovskiego. W latach 1931 i 2000 ukazały się niemieckie pełne przekłady Powieści minionych lat. W 1867 roku po raz pierwszy przełożył na język czeski i wydał kronikę Karel Jaromír Erben. W 1884 roku przetłumaczona na język francuski, w 1919 roku na szwedzki, w 1935 roku na rumuński, w 1953 roku na angielski. W 1990 roku ukazał się pierwszy ukraiński przekład kroniki. W latach 1994 i 2011 tłumaczona na język chiński.

### Wydania polskie
Na gruncie polskim kronika była tłumaczona kilkukrotnie. Po raz pierwszy wydał polskie tłumaczenie Julian Kotkowski w Kijowie, w roku 1860, wraz z łacińską transkrypcją oryginału, opierając się o niemieckie tłumaczenie A. Schlözera i Latopis Ławrientiewski. Kolejne polskie tłumaczenie zawarł August Bielowski w pierwszym tomie Monumenta Poloniae historica (1864). Najnowsze polskie tłumaczenie Powieści minionych lat autorstwa Franciszka Sielickiego ukazało się w 1968 roku.